# Attleboro
Pour les articles homonymes, voir Attleborough.
Attleboro est une ville du comté de Bristol au Massachusetts, aux États-Unis, située à 16,5 km au nord-est de Providence. Au recensement de 2010, la ville comptait 43 593 habitants.

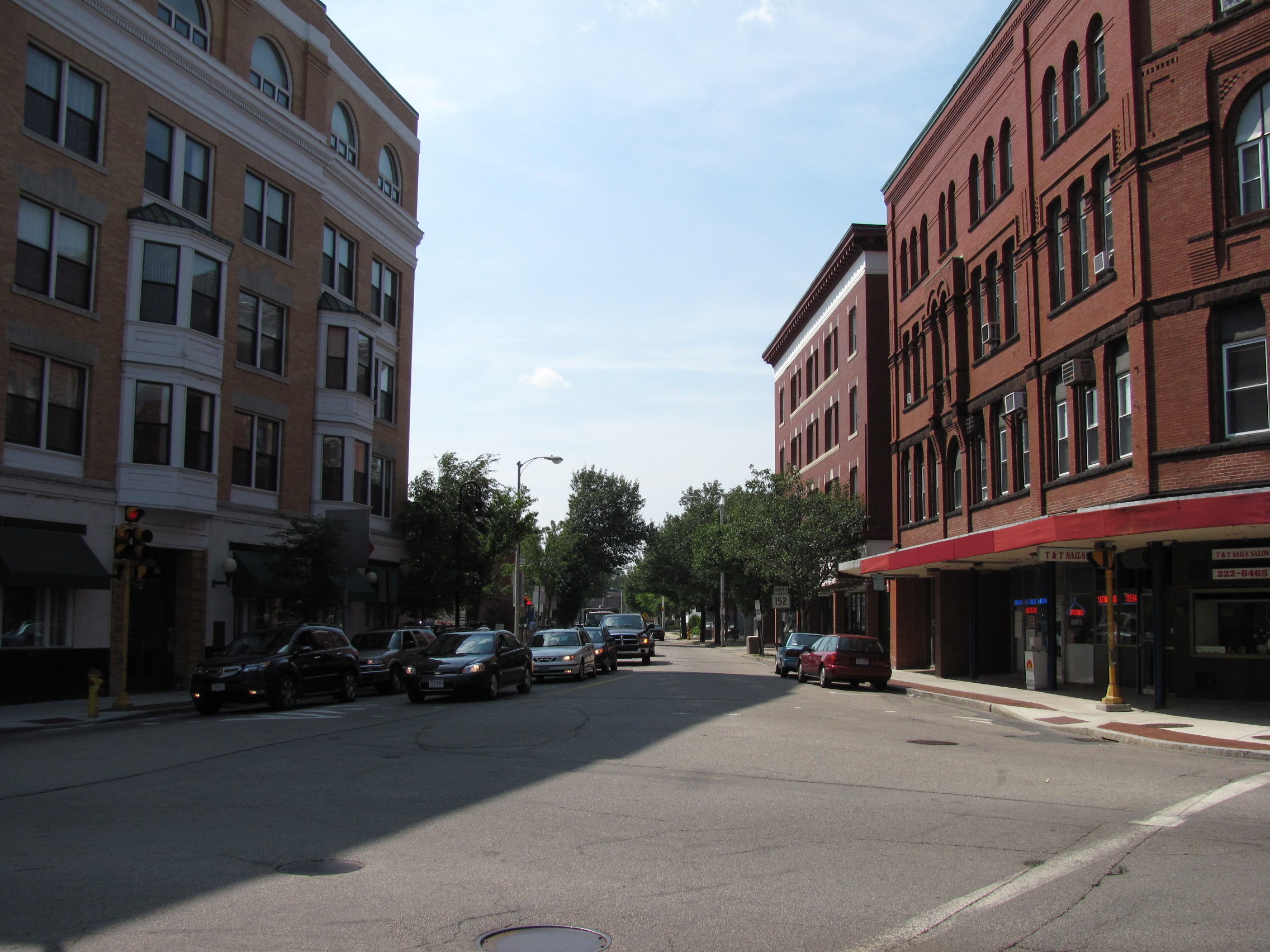

## Personnalités liées
Naissance à Attleboro
- Glenn Ames (1955-2010), historien américain
- Cathy Berberian (1925-1983), cantatrice
- Roger Bowen (1932-1996), acteur
- Geoff Cameron (1985- ), footballeur
- Horace Capron (1804-1885), secrétaire à l'Agriculture 1867-1871
- Ray Conniff (1916-2002), chef d'orchestre, compositeur
- William Manchester (1922-2004), historien
- Howard Smith (1893-1968), acteur